# Rose Thomas
Pour les articles homonymes, voir Thomas (nom de famille).

a Compétitions nationales et continentales officielles uniquement.

b Matchs officiels uniquement.
Dernière mise à jour le 26 juillet 2025.
Rose Thomas, née le 29 novembre 1988 à Feurs (France), est une joueuse internationale française de rugby à XV et internationale de rugby à sept.
Elle termine sa carrière sportive en remportant le titre de championne de France pour la saison 2022-2023 avec son équipe du Stade bordelais.

## Biographie
Rose Thomas naît le 29 novembre 1988 à Feurs dans le département français de la Loire. À huit ans, elle commence la pratique du rugby à XV en suivant son frère au Rugby Club Gradignan. En parallèle, elle pratique l'athlétisme. Jusqu'à ses quatorze ans, elle joue au rugby exclusivement avec des garçons. 
À partir de 2008, elle évolue en club dans l'équipe du Stade bordelais au poste de centre.
Première joueuse française à bénéficier d'un contrat professionnel, en 2013, elle fait partie de l'équipe de France de rugby à sept (vingt-huit sélections) et dispute à deux reprises les Jeux olympiques, dont ceux de 2016. À XV, elle porte le maillot de l'équipe nationale pour la première fois en 2016. Elle met fin à sa carrière internationale en 2017.
Elle prend sa retraite sportive en juin 2023, juste après qu'elle et son équipe ont remporté la finale du Championnat de France.
À la suite de sa retraite de joueuse, elle se lance dans une carrière d'entraîneuse, devenant adjointe responsable des arrières du Stade bordelais. En dehors du sport, elle est infirmière de santé au travail dans l'aérospatiale.